# Lazníčky
Lazníčky (en allemand : Klein Lasnik) est une commune du district de Přerov, dans la région d'Olomouc, en République tchèque. Sa population s'élevait à 201 habitants en 2020.

## Géographie
Lazníčky se trouve à 4 km à l'est-nord-est du centre de Lipník nad Bečvou, à 10 km au nord de Přerov, à 16 km à l'est-sud-est d'Olomouc et à 226 km à l'est-sud-est de Prague.
La commune est limitée par Tršice à l'ouest et au nord-ouest, par Výkleky et Veselíčko à l'est, et par Lazníky à l'est et au sud.

## Histoire
La première mention écrite de la localité date de 1365.

## Transports
Lazníčky se trouve à 10 km de Lipník nad Bečvou, à 24,5 km de Přerov, à 37 km d'Olomouc et à 299 km de Prague.